# Solanum delagoense
Solanum delagoense är en potatisväxtart som beskrevs av Michel Félix Dunal. Solanum delagoense ingår i släktet skattor som ingår i familjen potatisväxter. Inga underarter finns listade i Catalogue of Life.